# Rock Hill (Karolina Południowa)
Rock Hill – miasto w Stanach Zjednoczonych, w stanie Karolina Południowa, w hrabstwie York, na prawym brzegu rzeki Catawba. Według spisu z 2020 roku liczy 74,4 tys. mieszkańców i jest piątym co do wielkości miastem w stanie. Jest częścią obszaru metropolitalnego Charlotte.